# Hypena proboscidens
Hypena proboscidens är en fjärilsart som beskrevs av Fabricius 1798. Hypena proboscidens ingår i släktet Hypena och familjen nattflyn. Inga underarter finns listade i Catalogue of Life.